# اوبریکلسهایم
اوبریکلسهایم (به آلمانی: Oberickelsheim) یک شهر در آلمان است که در نوی‌شتات واقع شده‌است. اوبریکلسهایم ۷۰۲ نفر جمعیت دارد.